# Большая Тастуба
Большая Тастуба — гора-останец в Дуванском районе Башкортостана, Россия. Расположена между селами Тастуба и Вознесенка.
Гора имеет рифовое происхождение, сложенна нижнепермскими известняками, возвышающается над прилегающими равнинами приблизительно на 100 метров. Гора вытянута с запада на восток на 2,5 км, с юга на север — 1,8 км, имеет куполообразную форму с платообразной вершиной. На горе есть выходы известняковых скал.
На горе встречаются редкие виды растений: минуарция Крашенинникова, флокс сибирский.